# El darrer senyor dels Balcans
El darrer senyor dels Balcans (títol original en francès, Le Dernier Seigneur des Balkans) és una minisèrie de televisió francesa en quatre episodis de 90 minutes creada l'any 2005. S'ha doblat al català.
És una sèrie biogràfica i històrica sobre el destí de Zulfikar Bey, un descendent dels senyors otomans de la regió del llac. La pel·lícula està inspirada en la novel·la de Necati Cumali. Una història sobre el destí d'una família amb el teló de fons dels canvis socials i polítics a Macedònia al tombant dels segles xix i xx. Començant pels moviments independentistes, passant per les guerres dels Balcans, les ocupacions italianes i alemanyes, fins a l'època comunista.

## Repartiment
- Arnaud Binard: Zulfikar Bey
- Mélisandre Meertens: Esma
- Michael Cohen: Suleyman
- Vagelis Rokos: Hikmet
- Stratos Tzortzoglou: Takis
- Mateu Delarive: Rasit
- Petar Popiordanov: Enver Hoxha
- Candela Fernández: Miriam
- Marilita Lambropolulou: Pembe
- Tasos Noussias: Zogú